# Simfonia núm. 44 (Haydn)
La simfonia en mi menor, Hoboken I/44, del compositor austríac Joseph Haydn va ser composta el 1772. Es coneix popularment amb el nom de Fúnebre). Al final de la seva vida, Haydn va sol·licitar que toquessin el moviment lent d'aquesta simfonia en el seu funeral.

## Moviments
Està orquestrada per a dos oboès, fagot, dues trompes (en mi i sol), cordes i baix continu. La simfonia consta de quatre moviments:
1. Allegro con brio, 4/4
2. Menuetto: Allegretto, 3/4
3. Adagio, 2/4
4. Finale: Presto, 2/2

La peça és característica del període Sturm und Drang de Haydn. El primer moviment, escrit en forma sonata, comença amb un motiu de quatre notes tocades a l'uníson que apareixen per tot el moviment.
El segon moviment, de manera inusual, és un minueto en mi menor i un trio en mi major (aquest moviment hauria d'anar en tercer lloc, com de costum). El minueto és un cànon entre les veus agudes i greus en un interval d'un compàs. Haydn escriuria més tard un cànon semblant en el minueto de la seva simfonia núm. 23 i cànons similars serien escrits més endavant en minuetos en sol major per Michael Haydn i Mozart. Més endavant, el mateix Haydn desenvoluparia aquesta tècnica en els Cànons en diapasó del minueto de la seva simfonia núm. 3 i el Minueto de les bruixes del seu Quartet per a cordes en re menor de l'Op. 76.
El tercer moviment és lent, també en mi major i amb les cordes amb sordina.
El final, com el primer moviment, està escrit en forma sonata i està dominat per una figura que obre el moviment a l'uníson. És bastant contrapuntístic i acaba en mi menor en comptes d'acabar en una tonalitat major com era habitual a moltes altres obres en tonalitats menors d'aquella època (com la següent simfonia de Haydn, la Simfonia dels adéus).
Ja que tots els moviments estan a la mateixa tònica, l'obra és homotonal.